# Portage-Gletscher
Der Portage-Gletscher ist ein Gletscher in den Kenai Mountains auf der Kenai-Halbinsel im US-Bundesstaat Alaska. Er liegt südlich des Portage Lake, in den er mündet, und sechs Kilometer westlich von Whittier.
Der Portage-Gletscher hat heute eine Länge von 7,5 Kilometern. Während der letzten 100 Jahre hat er sich um 5 km zurückgezogen. Bis zum Beginn des 20. Jahrhunderts lag die Stirnseite der Gletscherzunge am westlichen Ende des Portage Lake. Die höchste Rückzugsgeschwindigkeit mit 140 bis 160 Metern pro Jahr fand zwischen 1939 und 1950 statt, als sich das Gletscherende von festem Untergrund in den See verschob und der Gletscher durch Kalben viel seiner Masse verlor. Seit 1999, als das Gletscherende am östlichen Ende des Sees wieder festen Untergrund erreichte, hat sich die Rückzugsgeschwindigkeit deutlich verlangsamt und basiert nur noch auf der durch die Klimaerwärmung verursachten Abschmelzung. Der Burns-Gletscher traf früher von rechts kommend auf den unteren Teil des Portage-Gletschers. Aufgrund des Rückzugs beider Gletscher bilden diese heute zwei eigenständige Gletscher.
Der Name des Gletschers, der seinen Ursprung in der „Portage“ zwischen Prinz-William-Sund und Turnagain Arm hat, wurde erstmals 1898 von Thomas Corwin Mendenhall, einem Meteorologen und Physiker vom U.S. Coast and Geodetic Survey, erwähnt.